# کمونیسم مذهبی
کمونیسم مذهبی (انگلیسی: Religious communism) شکلی از کمونیسم است که اصول دینی و مذهبی را در خود جای داده‌است. محققان از این اصطلاح برای توصیف انواع جنبش‌های اجتماعی یا مذهبی در طول تاریخ استفاده کرده‌اند که از مالکیت اشتراکی دارایی حمایت می‌کنند.